# Anderson, Alaska
Anderson är en ort i Denali Borough i delstaten Alaska, USA.